# Venus de Tacarigua

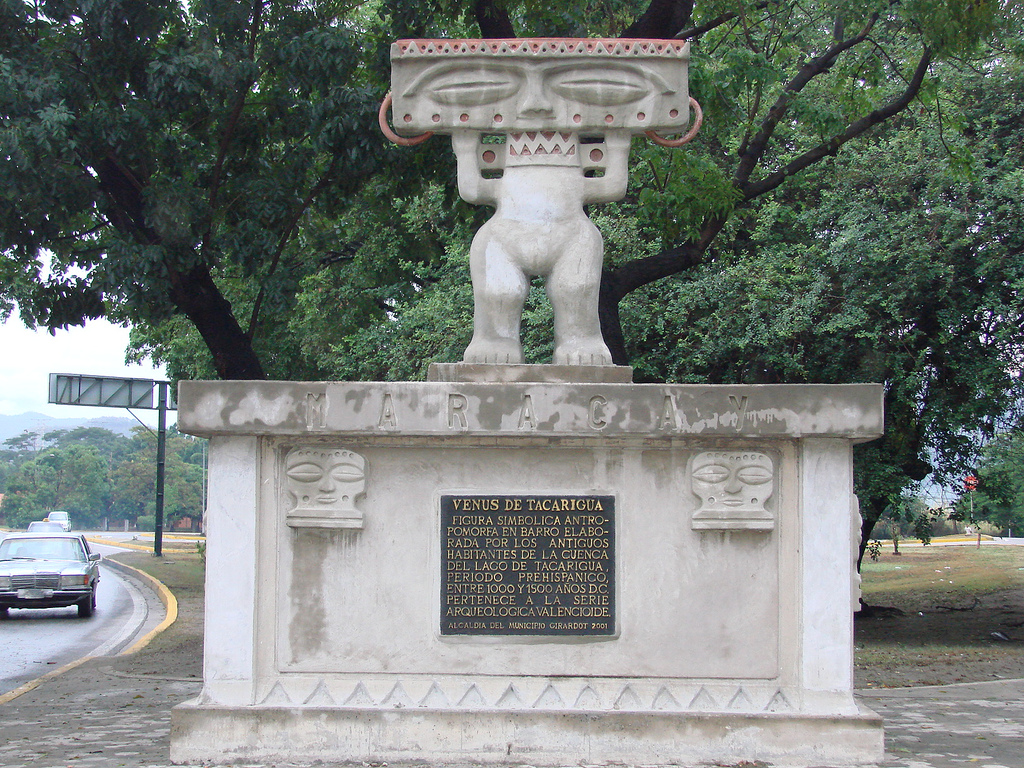
«Venus de Tacarigua», figura simbólica antropomorfa hecha en barro elaborada por los antiguos habitantes de la cuenca del Lago de Tacarigua exhibida en Maracay.

La Venus de Tacarigua es una deidad antropomorfa adorada por los habitantes indígenas que se localizaron alrededor del lago de Valencia o de Tacarigua, entre los actuales estados Aragua y Carabobo de Venezuela. Los pueblos pertenecientes a esta zona son agrupados dentro de la llamada «cultura valencioide».
Según el historiador Luis Cubillán Fonseca el término «Tacarigua» se refiere a un topónimo mientras que el etnónimo es guaiquerí, etnia que durante la época colonial se redujeron al actual estado Nueva Esparta. Igualmente otros grupos étnicos de la región eran los taramainas, entre otras etnias.

## Descripción
La Venus de Tacarigua era representada como una figurilla femenina desvestida donde destacan sus agrandados miembros inferiores, pies, glúteos y genitales; las extremidades superiores sustentan su enorme cabeza o están ubicadas sobre su cintura. También se observan simetrías sugerentes de sexualidad y fecundidad. Sus ojos parecen estar relacionados con las ranas y los sapos, que para muchas sociedades simboliza fertilidad. Igualmente sus ojos son descritos como de aspecto mongoloide. Las estatuillas se realizaron entre los años 1000 y 1500 de nuestra era.